# 阪神大洪水

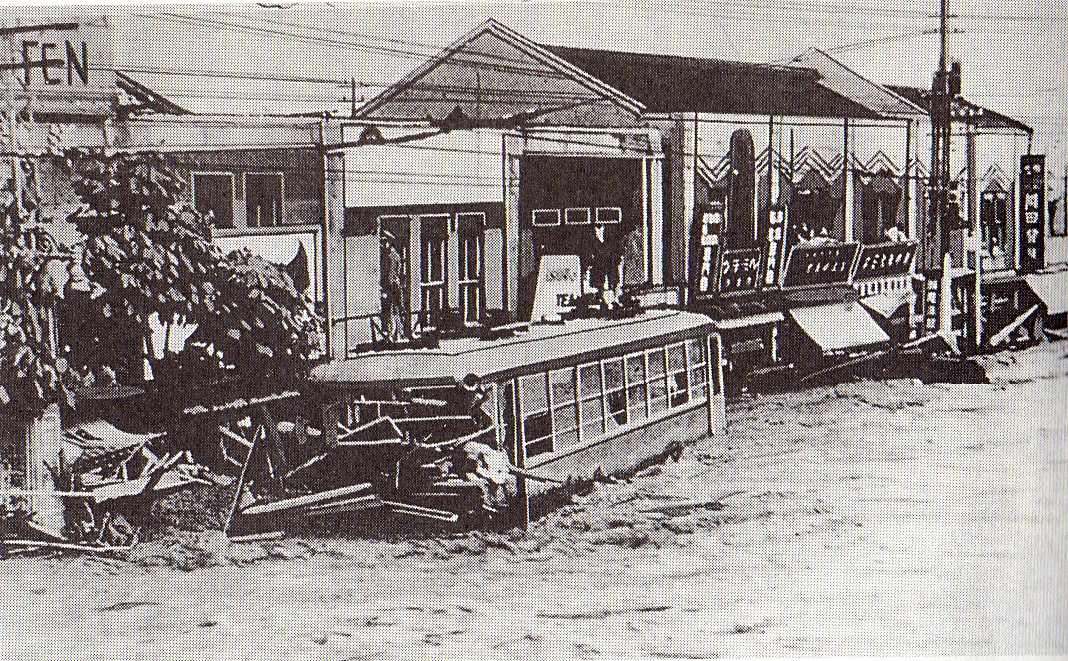
遭受洪水破坏的神户市加納町三丁目附近

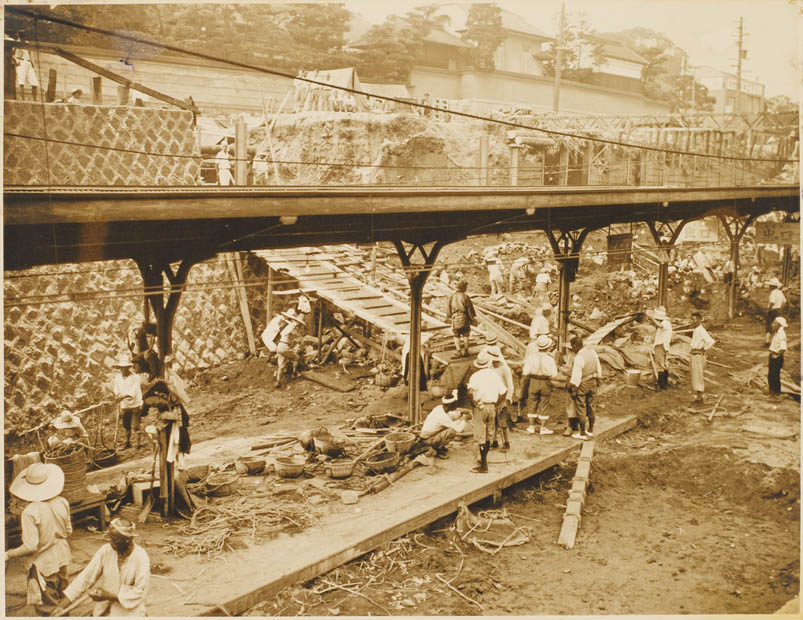
遭受洪水破坏的岩屋站

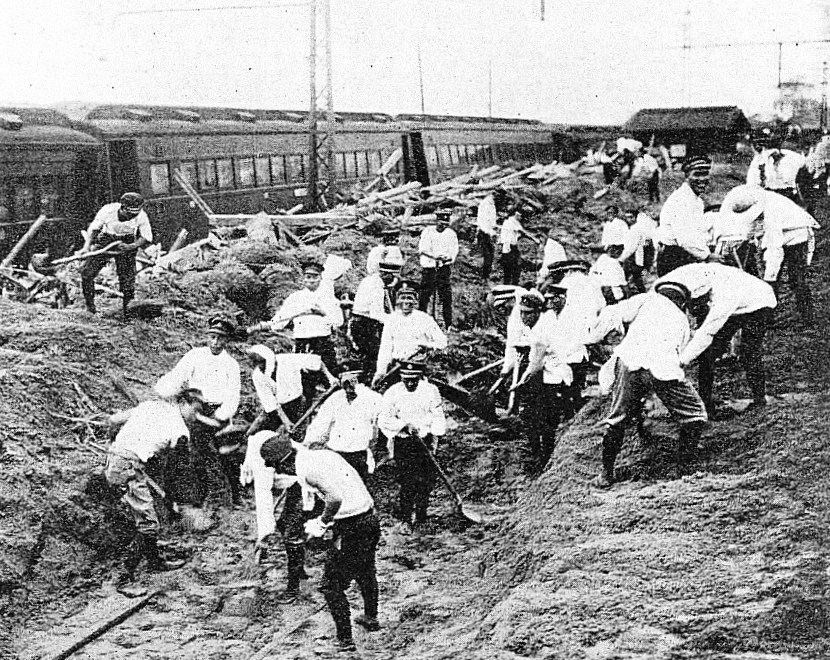
遭受洪水破坏的芦屋市

阪神大洪水（日语：／ hanshin daisuigai */?）是指1938年7月3日至7月5日之间发生在神户市与阪神地区的洪水灾害。

## 概要
1938年6月底发生于太平洋沿岸的梅雨的雨峰于7月3日从濑户内海经过。自7月3日下午开始的暴雨虽然到了4日的下午暂时变小了，但5日的凌晨1点至13点23分却进而转为大暴雨。。7月3日至5日的三天内降水量最高达到了60.8mm/h，于六甲山和神户市区记录到的总降水量分别为616mm和461mm，阪神地区的降水量也大多超过400mm。六甲山南侧（甲南地区）由于存在众多像芦屋川、住吉川、石屋川等从山高沟深的上游直接奔流而下的河川，各河川沿岸的决堤、淹水、甚至泥石流等灾害不断发生。交通和通信等基础设施被破坏，令城市陷入瘫痪。

## 灾情
暴雨造成六甲山多处发生山体滑坡，多处河流发生泥石流，并引发泛滥。虽然损害大多集中在六甲山南侧的神户市，但六甲山东部和北部也出现了死伤者。六甲山发生的山体滑坡集中在六甲山南部被称之为“表六甲”的11条主要河流上，共计2,727处发生滑坡，神户市内的土砂堆积量达到了357万m³，其中住吉川的土砂堆积量最多，达到了154.3万m³。
| 地区名                                         | 死亡·失踪 | 房屋被冲毁·倒塌·掩埋 | 房屋损伤 | 房屋浸水  | 桥梁损失 |
| ---------------------------------------------- | --------- | -------------------- | -------- | --------- | -------- |
| 神户市                                         | 616人     | 5,054户              | 6,776户  | 79,625户  | 52座     |
| 西宮市、精道村（现芦屋市）、良元村（现宝冢市） | 38人      | 253户                | 932户    | 22,124户  | 23座     |
| 武庫郡（现神戸市東灘区）                       | 48人      | 352户                | 888户    | 7,343户   | 8座      |
| 有野村、山田村（现神户市北区）                 | 13人      | 73户                 | 34户     | 251户     | 47座     |
| 总计                                           | 715人     | 5,732户              | 8,630户  | 109,370户 | 130座    |

## 背景
六甲山的花岗岩容易受到地质构造的影响，岩石呈现数厘米至数十厘米间隔的節理，非常容易发生崩坏。同时，由于江户时代经济活动的影响，六甲山的森林作为建材和燃料被大量砍伐导致地表裸露。明治以后虽然进行了植树造林，但由于植树造林的规模不足，洪水发生时没有起到有效作用。因此，大雨造成山体滑坡并形成泥石流，巨石参杂着树木向甲南地区流去并造成河道受阻、中下游的堤防被破坏。另外，砂防相关的预防政策的不充足也是造成此次灾害的原因之一。以此次洪水为契机，甲南地区的治水、砂防的施行及管理等事务由兵库县移交至日本政府，日本政府于洪水发生后的9月于内务省成立了六甲砂防事业所（也就是今天的国土交通省六甲砂防事務所）。之后除了太平洋战争期间曾发生中断，治水及防砂都由日本政府进行施行及管理。

## 其他灾害
1938年，大规模降雨比往年更多发生，受此影响日本全国各地洪水灾害多有发生。阪神大洪水发生的同时期，关东地区也同样遭遇集中暴雨，那珂川、樱川、利根川、江戸川、印旛沼等河川相继发生泛滥，关东地区受灾严重。阪神大洪水发生一个月后的7月28日至8月1日，同样的集中暴雨在四国至东海地区发生并造成德岛县的那賀川发生决堤。同年8月末至9月的台风也造成了严重的洪水灾害。
尽管大洪水后治水及砂防被重视起来，但1961年在同地区发生的1961年梅雨前线暴雨依然造成了兵库县内41人死亡（其中仅神户市内就有29人死亡），之后1967年于同地发生的1967年7月暴雨又造成兵库县内100人死亡（其中仅神户市内就有72人死亡）。

## 相关作品
- 《少年H（日语：少年H）》（妹尾河童）
- 《細雪》（谷崎潤一郎）
- 《三个阿道夫》（手塚治虫）
- 《我指尖的交响乐团（日语：わが指のオーケストラ）》（山本おさむ）

## 延伸阅读
- 1938年中日战争时的花园口决堤事件
- 国土交通省近畿地区整备局六甲砂防事務所（日语：六甲砂防事務所）
- 祸福无门之碑（日语：禍福無門の碑）